# Усть-Мунинское сельское поселение
Усть-Мунинское сельское поселение — муниципальное образование в Майминском муниципальном районе Республики Алтай Российской Федерации. Административный центр — село Усть-Муны.

## История
Усть-Мунинское сельское поселение на территории Майминского муниципального района было образовано в результате муниципальной реформы 2006 года.

## Население
| 2008 | 2009 | 2010 | 2011 | 2012 | 2013 | 2014 | 2015 | 2016 |
| ---- | ---- | ---- | ---- | ---- | ---- | ---- | ---- | ---- |
| 722  | ↗748 | ↘680 | ↗681 | ↘674 | ↘660 | ↘645 | ↗689 | ↘687 |
| 2017 | 2018 | 2019 | 2020 | 2021 |      |      |      |      |
| ↗688 | ↗716 | ↗722 | ↘719 | ↘526 |      |      |      |      |

## Состав сельского поселения
| № | Населённый пункт | Тип населённого пункта          | Население |
| - | ---------------- | ------------------------------- | --------- |
| 1 | Усть-Муны        | посёлок, административный центр | ↘445      |
| 2 | Барангол         | село                            | ↗115      |
| 3 | Карым            | посёлок                         | ↘81       |
| 4 | Известковый      | посёлок                         | ↘46       |